# جویز د فورا
جویز د فوراً (به پرتغالی: Juiz de Fora تلفظ پرتغالی:[ˈʒwiʒ dʒi ˈfɔɾɐ]، به معنی قاضی بیگانه)، که همچنین به‌صورت اختصاری JF شناخته می‌شود، یک شهر در ایالت جنوبی میناس گرایس در کشور برزیل است. این شهر در حدود ۴۰ کیلومتر (۲۵ مایل) از مرز دولتی با ریو دو ژانیرو فاصله دارد. منطقه جغرافیایی شهری ۱٬۴۳۷ کیلومتر مربع (۵۵۵ مایل مربع) است.
محل شهر یکی از عوامل کلیدی در توسعه اقتصادی و جمعیتی آن بوده‌است؛ زیرا این شهر بین سه شهر مهم مالی و اقتصادی جنوب شرقی برزیل (و همچنین سه بزرگترین مناطق شهری در این کشور قرار دارد): ریودوژانیرو (۱۸۹ کیلومتر (۱۱۷ مایل))، بلو هوریزونته (۲۶۰ کیلومتر (۱۶۰ مایل)) و سائوپائولو (۴۸۶ کیلومتر (۳۰۲ مایل)) بزرگراه‌هایی بزرگ جویز د فوراً را با این سه منطقه شهری متصل می‌کنند، مهمترین آنها BR 040 است که برازلیا را با ریو دو ژانیرو از طریق بلو هوریزونته متصل می‌کند. این شهر بر روی پارایبونا، یکی از شاخه‌های مهم رودخانه پارایبای دو سول ساخته شده‌است.

## جمعیت
طبق برآوردهای سال ۲۰۱۷، جمعیت فعلی جویز د فوراً حدود ۵۶۳٬۷۶۹ نفر است.
| سال  | جمعیت   |
| ---- | ------- |
| ۱۸۷۲ | ۱۸٬۸۰۰  |
| ۱۸۹۰ | ۲۲٬۶۰۰  |
| ۱۹۲۰ | ۱۱۸٬۵۰۰ |
| ۱۹۴۰ | ۱۱۸٬۴۰۰ |
| ۱۹۵۰ | ۱۱۱٬۳۰۰ |
| ۱۹۶۰ | ۱۲۵٬۰۰۰ |
| ۱۹۷۰ | ۲۳۸٬۵۰۰ |
| ۱۹۸۰ | ۳۰۵٬۸۰۰ |
| ۱۹۹۱ | ۳۸۵٬۱۰۰ |
| ۱۹۹۶ | ۴۲۴٬۰۰۰ |
| ۲۰۰۰ | ۴۵۶٬۴۰۰ |
| ۲۰۰۲ | ۴۷۱٬۶۹۳ |
| ۲۰۰۵ | ۵۰۱٬۱۵۳ |
| ۲۰۰۶ | ۵۰۹٬۱۰۹ |
| ۲۰۰۷ | ۵۱۳٬۳۴۸ |
| ۲۰۰۸ | ۵۲۰٬۶۱۲ |
| ۲۰۰۹ | ۵۲۶٬۷۰۶ |
| ۲۰۱۴ | ۵۵۰٬۷۱۰ |
| ۲۰۱۷ | ۵۶۳٬۷۶۹ |